# Келхайм
Келхайм (на немски: Kelheim) е град във федерална провинция Бавария, административен окръг Долна Бавария, Германия, разположен на река Дунав, с население около 15 500 жители.

## Забележителности
Основни забележителности са:
- Стария град с части от укрепления на града от 13-и и 14 век.
- Археологически музей на Келхайм
- Готическата църква „Успение Богородично“ (Mariä Himmelfahrt) – в центъра на града.
- Бефраюнгсхале (Befreiungshalle) – Палатата на Освобождението – мемориал построен през 1842 – 1860 г. в чест на победата на обединените немски държави в освободителните войни 1813 – 1815 г. против Наполеон Бонапарт.
- Донаудурхбрух (Donaudurchbruch) – Дунавският разлом, представляващ 6-километров участък по течението на Дунав от Келхайм до абатство Велтенбург, където реката прорязва платото Франконски Алб, образувайки за 80 000 г. скални образования с причудливи форми.
- бенедиктинското абатство Велтенбург, с красива барокова църква от 1716 – 1739 г., построена от братята Асам и манастирската пивоварна от 1050 г. Klosterbrauerei Weltenburg, която произвежда едноименната бира Велтенбургер.
- Пивоварната "Private Weißbierbrauerei G. Schneider & Sohn", която произвежда известната вайс бира „Шнайдер Вайсе“